# 杨伟国
杨伟国（1951年12月—），上海人，中华人民共和国政治人物、外交官。

## 生平
1975年，毕业于北京外国语学院阿拉伯语系（1979级），进入中华人民共和国外交部工作。2005年11月，出任中华人民共和国驻巴勒斯坦民族权力机构办事处主任。2009年11月，出任中华人民共和国驻巴林大使。2012年5月，自驻巴林大使离任。